# Бретилію тозилат
Бретилію тозилат (англ. Bretylium, лат. Bretylium — синтетичний антиаритмічний препарат, що належить до підкласу ІІІ антиаритмічних препаратів, та по своєму хімічному складу належить до четвертинних амонієвих сполук. Бретилію тозилат застосовується суто парентерально (внутрішньом'язово або внутрішньовенно, зрідка підшкірно). Бретилію тозилат застосовувався у клінічні практиці з 1959 року як антигіпертензивний препарат. У 1969 році вчений з Міннесотського університету Мартін Баканер опублікував результати досліджень застосування бретилію тозилату при фібриляції шлуночків, а також запатентував антиаритмічне застосування препарату. Бретилію тозилат тривалий час застосовувався як антиаритмічний препарат, але у 2011 році FDA не продовжила дозвіл на застосування бретилію тозилату в США без будь-яких публікацій щодо його ефективності та безпечності. Бретилію тозилат натепер не зареєстрований у більшості країн світу, включно з Україною.

## Фармакологічні властивості
Бретилію тозилат — синтетичний антиаритмічний препарат ІІІ класу. Механізм дії препарату є двофазним. У першій фазі, одразу після введення, препарат стимулює вихід норадреналіну з пресинаптичних нервових закінчень (що призводить на початку дії до підвищення частоти серцевих скорочень та артеріального тиску, та навіть посилення аритмії), у другій фазі спричинює зниження виходу медіатора в синаптичну щілину, що спричинює розвиток хімічної симпатектомії серця та розвиток периферичної адренергічної блокади, що призводить до антиаритмічної дії препарату, та супроводжується зниженням загального периферичного опору судин, частоти серцевих скорочень та зниженням артеріального тиску. Окрім цього, бретилію тозилат, як і інші антиаритмічні препарати ІІІ класу, продовжує потенціал дії у фазі 0 і рефрактерний період, шляхом блокування калієвих каналів, що призводить до підвищення порогу виникнення фібриляторної активності шлуночків. Бретилію тозилат сприяє нормалізації амплітуди потенціалу дії та мембранного потенціалу спокою лише у випадку їх патологічних змін, та практично не змінює їх у нормальних кардіоміоцитах. Препарат також усуває аберрантну та re-entry імпульсацію, а також зменшує різницю рівнів збудливості різних ділянок міокарду. При інфаркті міокарда бретилію тозилат зменшує різницю тривалості потенціалу дії між незміненими та ураженими ділянками міокарда, збільшує швидкість спонтанної деполяризації синусового вузла (у деяких випадках це може призводити до збільшення частоти серцевих скорочень після введення препарату) та швидкість проведення імпульсу по шлуночках. Бретилію тозилат має незначний позитивний інотропний ефект (посилює силу та швидкість скорочення міокарду). Найбільшим негативним ефектом бретилію тозилату є часте виникнення артеріальної гіпотензії після внутрішньовенного застосування препарату. У експерименті бретилія тозилат застосовувався для гальмування проведення нервових імпульсів по симпатичних нервових волокнах.

### Фармакокінетика
Бретилію тозилат погано всмоктується у шлунково-кишковому тракті, біоступність при пероральному прийомі становить близько 35 %. При внутрішньом'язовому введенні препарат всмоктується добре, при парентеральному застосуванні біодоступність становить 100 %. Максимальна концентрація препарату в крові досягається протягом 1 години. Початок дії препарату після внутрішньовенної ін'єкції розпочинається за 5—10 хвилин (усунення фібриляції шлуночків), усунення шлуночкових аритмій та шлуночкових тахікардій спостерігається протягом 20—120 хвилин. При внутрішньом'язовому застосуванні усунення фібриляції шлуночків спостерігається за 20—60 хвилин, усунення шлуночкових тахікардій — за 20—120 хвилин. Препарат практично не метаболізується, виводиться нирками у незміненому вигляді з періодом напіввиведення 10 годин, а повного виведення — близько 3 діб. При порушенні функції нирок час напіввиведення препарату зростає.

## Показання до застосування
Бретилія тозилат застосовувався для лікування фібриляції шлуночків, у тому числі при неефективності електроімпульсної терапії, а також при рефрактерності до електроімпульсної терапії та лідокаїну на фоні глибокої гіпотермії; зупинки серця на фоні фібриляції шлуночків; шлуночкових пароксизмальних тахікардіях та шлуночкових аритміях, у тому числі після операцій на серці, а також аритміях по типу «пірует». Рідко застосовувався також при гіпертонічній хворобі.

## Побічна дія
При застосуванні бретилія тозилату найчастішим побічним ефектом є виражена артеріальна гіпотензія, аж до розвитку ортостатичного колапсу, лікування якого часто потребує введення інфузійних вазопресорних препаратів. На початку введення препарату може спостерігатися підйом артеріального тиску та тахікардія (спричинені вивільненням норадреналіну). Серед інших побічних ефектів найчастіше спостерігаються нудота, блювання, головокружіння, болі в ділянці серця, некроз тканин при внутрішньом'язовому введенні препарату.

## Протипокази
Бретилію тозилат протипоказаний при підвищеній чутливості до препарату, феохромоцитомі, гострих порушеннях мозкового кровообігу, артеріальній гіпотензії, колапсі, важкій нирковій недостатності, стенозі гирла аорти, вираженому атеросклерозі та важких формах легеневої гіпертензії, при інтоксикації серцевими глікозидами, при вагітності та годуванні грудьми.

## Форми випуску
Бретилію тозилат випускається у вигляді ампул по 1 мл 5 % розчину для парентерального застосування. На 1 червня 2016 року в Україні не зареєстрований.